# Yeo Seo-jeong
Dans ce nom coréen, le nom de famille, Yeo, précède le nom personnel.
Yeo Seo-jeong (en coréen : 여서정), née le 20 février 2002 à Yongin (Corée du Sud), est une gymnaste artiste sud-coréenne, médaillée de bronze au saut de cheval femmes aux Jeux olympiques d'été de 2020.

## Jeunesse
Yeo Seo-jeong est la fille de deux anciens gymnastes de haut-niveau. Sa mère Kim Yoon-ji a remporté une médaille de bronze par équipes aux Jeux asiatiques de 1994 et son père, Yeo Hong-chul, est médaille d'argent en saut de cheval.

## Carrière
Sélectionnée pour les Jeux asiatiques de 2018, elle termine 4e du concours général par équipe avec Ham Mi-ju, Kim Ju-ry, Yun Na-rae et Lee Eun-ju et obtient la médaille d'or au saut de cheval.
Aux Jeux olympiques d'été de 2020, elle remporte la médaille de bronze en saut de cheval femmes derrière la Brésilienne Rebeca Andrade et l'Américaine MyKayla Skinner. Elle devient la première sud-coréenne à monter sur un podium olympique en gymnastique.